# チシャノキ (ムラサキ科)
チシャノキ（萵苣の木、学名: Ehretia acuminata）は、ムラサキ科チシャノキ属の落葉高木。
和名は、若葉の味がチシャに似ていることから。また、樹皮や葉がカキノキに似ていることから、カキノキダマシともいう。

## 特徴
花期は6月から7月で、枝先に小さな白い花を多数つける。
樹皮にタンニン、アラントイン、蔗糖（スクロース）を含む。アラントインは地下部に多く、上に行くに従って減少し、葉には含まれない。

## 分布
中国・四国・九州の西日本。琉球諸島、台湾、中国、インド、オーストラリア。
福岡県と高知県には、国の天然記念物に指定されている大木がある。

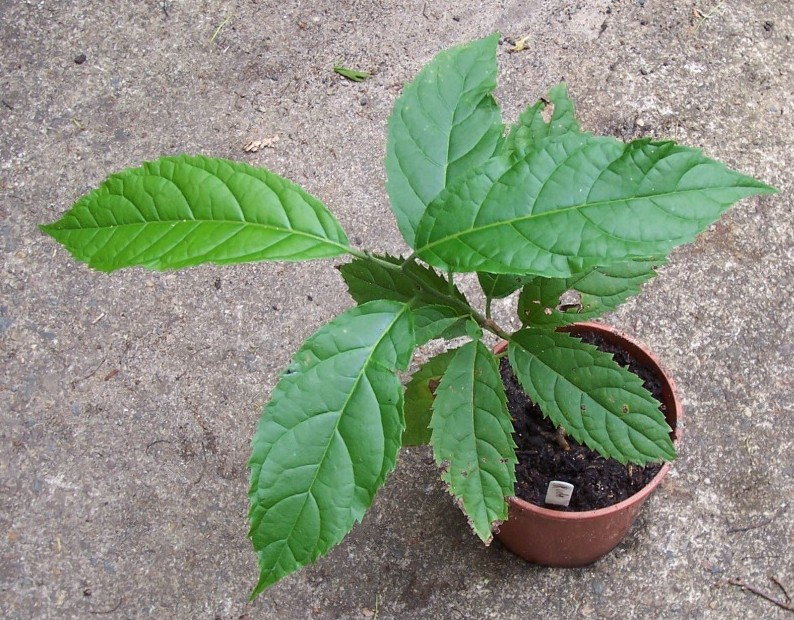
若葉
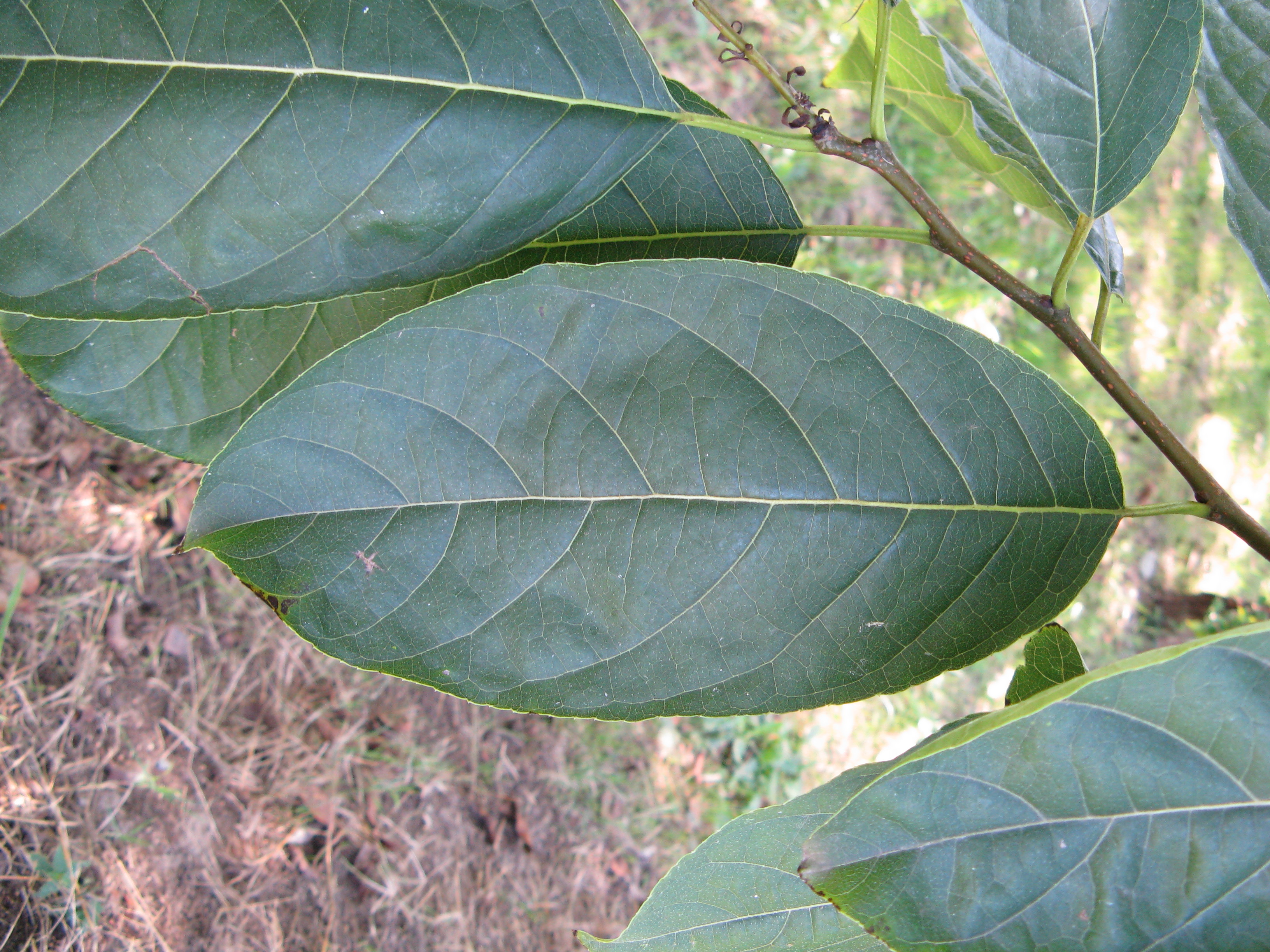
葉
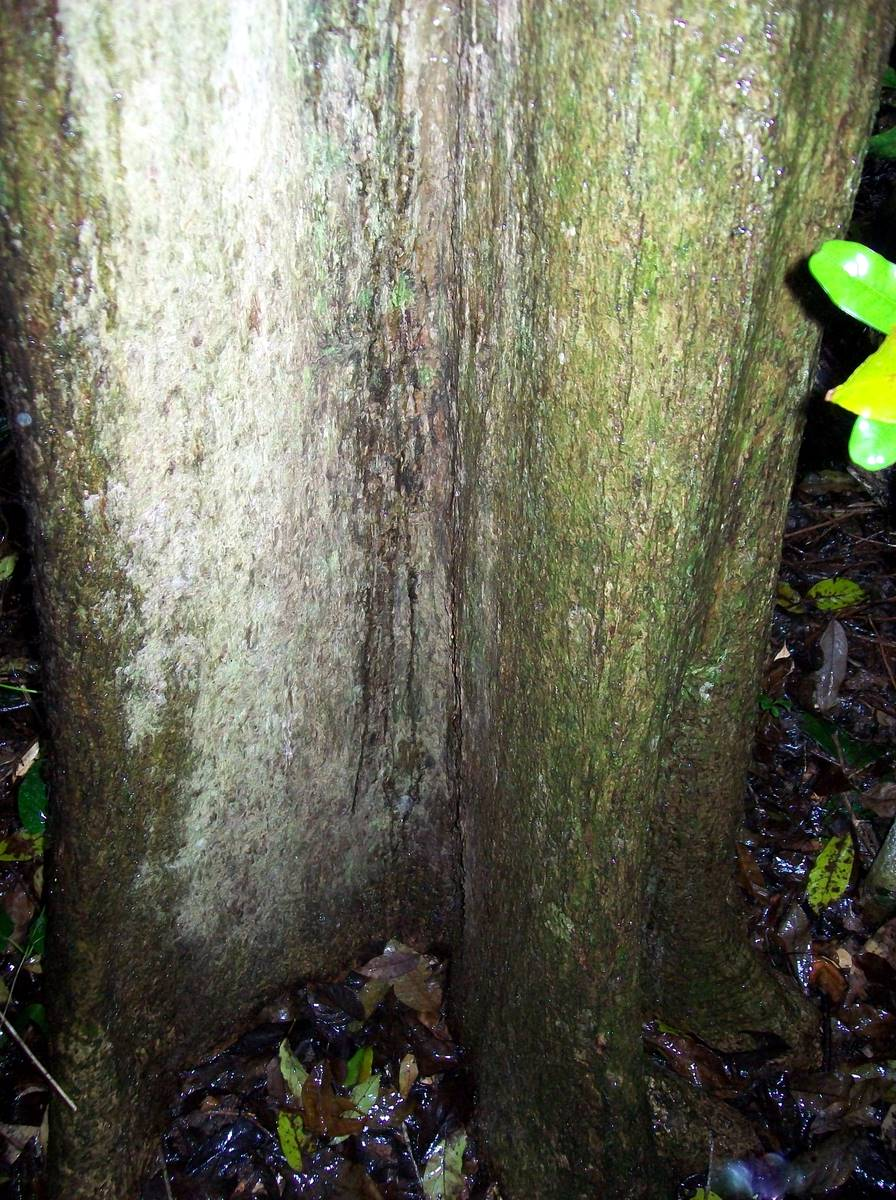
樹皮
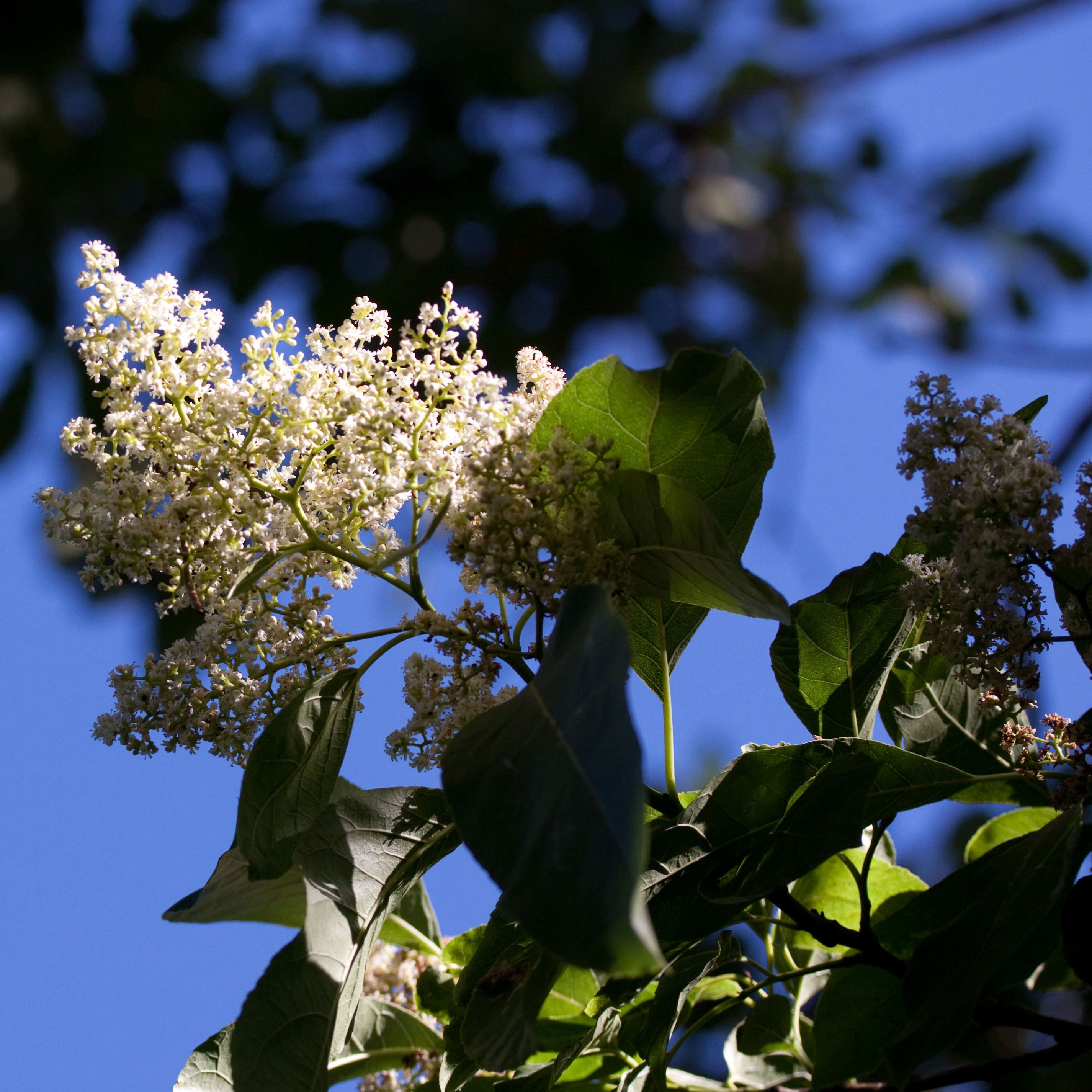
花